# 科尔察共产主义小组
科尔察共产主义小组是阿尔巴尼亚历史上的一个共产主义组织。该组织成立于1929年6月，前身是1927年安纳斯塔斯·普拉萨里在科尔察创建的松散小组。该组织以科尔察为活动中心，后逐渐将活动扩展到阿尔巴尼亚全国各地。该组织的成员和同情者的学习材料包括马克思主义、托洛茨基主义和无政府主义的文献，其中最流行的是文库马克思主义的出版物。该组织是战间期阿尔巴尼亚的数个共产主义小组中规模最大的一个。恩维尔·霍查担任科尔察中学教师时，成为该组织的积极成员。1941年11月8日，该组织与斯库台共产主义小组、青年共产主义小组合并为阿尔巴尼亚共产党。